# ديار الظلمات
ديار الظلمات كانت أرضًا أسطورية يُفترض أنها محاطة بظلام دائم.

## الثقافة الغربية
كان يُقال عادةً إنها تقع في أبخازيا، وكانت تُعرف رسميًا في لغات أخرى باسم هانيسون أو هامسون (أو بعض الاختلافات؛ يبدو أن الاسم يأتي من منطقة هامشين [الإنجليزية] في تركيا)، أو ببساطة غابة أبخازيا.
حظيت ديار الظلمات بشعبية في أدب الرحلات في العصور الوسطى مثل قصة الإسكندر ورحلات جون ماندفيل. وفقًا لماندفيل، لا أحد يغامر بالدخول إلى ديار الظلمات خوفًا، لكن الناس في المنطقة المحيطة يؤمنون أنها مأهولة بالسكان، حيث يمكنهم سماع أصوات بشرية في الداخل. سكان ديار الظلمات هم من نسل الإمبراطور الفارسي سابور الثاني ورجاله، الذين حوصروا هناك إلى الأبد بمعجزة من الله. كان سابور الثاني يضطهد رعاياه المسيحيين في أبخازيا، وحاصرهم في سهل. فصلوا إلى الله، واستجاب الله بتطويق جيوش الملك في ظلام كثيف الذي لا يمكن اختراقه والذي لا يزال يؤثر على الأرض. في قصة الإسكندر، يعبر الإسكندر الأكبر ديار الظلمات في بحثه عن ينبوع الشباب. بعد المرور عبر روسيا ووصوله تقريبًا إلى حافة العالم، يجد الإسكندر البلاد المظلمة ويسافر فيها مع خادمه أندرياس (في النسخة الفارسية من الرواية، يتم التعرف على هذا الخادم بالشخصية القرآنية الغامضة للخضر). لا يستطيع الإسكندر أن يجد طريقه عبر الظلام، لكن خادمه يفعل ذلك. يشرب أندرياس من ينبوع الشباب ويصبح خالدًا.

## الثقافة الإسلامية
توجد نفس القصة في التقليد العربي حيث بعض المسلمين يعرِّفون ذي القرنين بالإسكندر.
ولكن مصطلح ديار الظلمات ارتبط عند المسلمين بالمنطقة المحيطة بجبال الأورال الشمالية. عندما زار أبو حامد الغرناطي الصقالبة (بلغار الفولغا) في 1135-1136، قيل له إن ديار الظلمات ليست بعيدة عن يوغرا [الإنجليزية].
كان ابن بطوطة موجودًا في نفس المنطقة وأراد زيارة ديار الظلمات لكنه قرر عدم القيام بذلك لأنها تتطلب رحلة مدتها 40 يومًا على عربات صغيرة تجرها كلاب كبيرة. ولربما كانت ديار الظلمات هي وصف للمنطقة التي تشهد ظاهرة شمس منتصف الليل بسبب قربها من أحد قطبي الأرض، وتحديدًا القطب الشمالي، بحيث لا تشرق فيها شمس لمدة ست أشهر مثل شمال النرويج .

## طالع أيضًا
- أحمد بن فضلان

## روابط خارجية
- ديار الظلمات في "رحلات السير جون مانديفيلي"
- بخصوص ديار الظلام في "رحلات ماركو بولو"